# Hjärttransplantation
En hjärttransplantation är när ett hjärta från en avliden donator opereras in i en annan människa. Det är den bästa behandlingen vid de mest avancerade formerna av hjärtsvikt.
De vanligaste bakomliggande diagnoserna vid hjärttransplantation är:  
- Dilaterad kardiomyopati
- Ischemisk kardiomyopati
- Medfödda hjärtsjukdomar

## Historia
Historiens första kända, men bara delvis lyckade, hjärttransplantation utfördes den 2-3 december 1967 mellan klockan 24:00 och 05:00 på sjukhuset Groote Schuur i Kapstaden, Sydafrika. Patient var den 55-årige och svårt hjärtsjuke Louis Washkansky, vars nya hjärta kom från en 24-årig kvinna som omkommit i en bilolycka. Washkansky överlevde i 18 dagar. 
Läkarteamet leddes av professor Christiaan Barnard, som den 2 januari året därpå lyckades med att operera den 58-årige tandläkaren Philip Blaiberg på samma sjukhus.
Själva operationstekniken och framför allt metoden att förhindra avstötning (rejektion) av det transplanterade hjärtat hade utarbetats av Norman Shumway (1923–2006) och dennes medarbetare vid Stanfordsjukhuset i Kalifornien.  
Det var dock först på 1980-talet som hjärttransplantationer började genomföras i större skala efter att det immunhämmande läkemedlet Sandimmun (Cyklosporin) introducerats som minskade avstötningsreaktioner efter transplantationen och avsevärt förbättrade överlevnaden efter transplantation.
Den första hjärttransplantationen i Sverige utfördes den 21 juni 1984 på Sahlgrenska Universitetssjukhuset under ledning av professor Göran William-Olsson och Eva Berglin.

## Kirurgisk teknik

### Explantation av donator
Hjärttransplantationer utförs huvudsakligen på hjärttransplantationscentra av specialiserade thoraxkirurger. Den idag vanligaste tekniken vid hjärttransplantation är så kallad bi-kaval ortotopisk hjärttransplantation. Det betyder att det nya hjärtat opereras in på det gamla hjärtats ställe och att höger förmak sys in med separata anastomoser till övre och nedre vena cava. Även s.k. heterotopisk hjärttransplantation förekommer.
Hjärtdonatorn befinner sig ofta på ett annat sjukhus än den som ska transplanteras och hjärtat måste därför hämtas till transplantationscentret. Detta sker vanligen genom att ett hämtteam bestående av en thoraxkirurg, en operationssjuksköterska och en transplantationskoordinator åker till sjukhuset där donatorn befinner sig. Uttagningsproceduren går till så att man först infunderar en kaliumhaltig lösning kallad kardioplegi i hjärtats kranskärl för att stanna hjärtat, och kyla ner det för att minska ämnesomsättningen i hjärtat så att det överlever utan blodförsörjning fram till dess att det inplanterats i mottagaren. Även om hjärtat kan överleva flera timmar på detta vis är det viktigt att transplantationsteamet arbetar så snabbt som möjligt efter denna tidpunkt då hjärtats funktion efter transplantationen är bättre ju kortare tid hjärtat varit utan blodförsörjning.
Efter att kardioplegi infunderats klipps hjärtat vanligtvis ut genom att man först klipper genom vänster förmak, klipper av höger förmak vid dess övergång till övre och nedre hålvenen och slutligen klipps lungartären och huvudpulsådern av. Därefter läggs hjärtat i en steril påse och läggs på is i en kylväska för transport.

### Implantation hos mottagare
I samband med att explantation av hjärtat utförs på donatorn påbörjas samtidigt förberedandet av mottagaren på transplantationscentret. De två operationsteamen håller tät kontakt under denna procedur för att minimera tiden som det nya hjärtat saknar blodförsörjning. Först kopplas mottagaren upp till hjärt-lungmaskin för att försörja kroppen under tiden operationen pågår. Detta går till så att slangar sätts in i övre och nedre hålven från vilka man dränerar blodet till hjärt-lungmaskinen, syresätter det och därefter pumpar in det i en slang som sätts in i huvudpulsådern. Därefter klipps det sjuka hjärtat ut. Ibland har mottagaren haft en pump som hjälpt till att pumpa runt blodet i väntan på transplantationen som också opereras ut i detta skedet.
Efter att det nya hjärtat anlänt till transplantationscentret påbörjas implantationen genom att det nya hjärtats vänster förmaksbit sys in till mottagarens vänster förmak. Det är mycket viktigt att detta görs noggrant då blödning från denna sammankoppling är svår att åtgärda efter att transplantationen är komplett. Efter detta kan de övriga sammankopplingarna mellan höger förmak och övre och nedre hålven respektive lungartärer och huvudpulsåder göras i olika ordningsföljd.

## Immundämpande behandling
För att förhindra avstötning av det transplanterade hjärtat behöver mottagaren ta immundämpande mediciner efter hjärttransplantationen. I normalfallet består detta av tre sorters mediciner 
1. Kortikosteroider
2. Calcineurinhämmare (Tacrolimus eller Cyklosporin)
3. Antimetabolit (Mycophenolat mofetil eller azathioprin)

## Komplikationer

### Avstötningsreaktion
Avstötning innebär att den transplanterade patientens immunförsvar attackerar det transplanterade hjärtat. Avstötning kan vara antingen cellulär eller antikroppsmedierad. 

### Kranskärlssjukdom
En av de viktigaste begränsande faktorerna för långtidsöverlevnad efter hjärttransplantation är så kallad Cardiac Allograft Vasculopathy (CAV). Sjukdomen liknar atherosklerotisk, dvs "vanlig", kranskärlssjukdom på det sättet att den leder till förträngning av kranskärlen som minskar blodförsörjningen till hjärtat och kan leda till att delar av hjärtmuskeln dör eller får försämrad pumpfunktion.  Vidare är de riskfaktorer som är viktiga för kranskärlssjukdom som övervikt, diabetes och rökning riskfaktorer även för CAV. Sjukdomen skiljer sig dock från atherosklerotisk kranskärlssjukdom när det kommer till sjukdomens uppkomst och morfologi samt symtomatologi.  

#### Morfologi
CAV innebär en diffus fibrös hyperplasi av intiman i kärlväggen. Den diffusa hyperplasin innebär att förträngningarna är långsträckta och svårdefinierade och därmed ofta svåra att behandla med konventionella metoder för kranskärlssjukdom som PCI eller CABG.

#### Symtomatologi
Eftersom det transplanterade hjärtats nerver skurits av från donatorn i samband med transplantationen och återväxt av nerver in i det transplanterade hjärtat i princip inte sker kan transplanterade patienter i princip inte känna smärta från sitt hjärta och får därför normalt inte kärlkramp av CAV. Patienter har därför oftast antingen inga symtom eller symtom av hjärtsvikt.